# 伊恩·查普曼
伊恩·查普曼（英語：Ian Chapman，1939年12月21日—），澳大利亚男子自行车运动员。他曾代表澳大利亚参加1962年大英帝国和英联邦运动会自行车比赛，获得男子1公里计时赛银牌。